# Vanilla penicillata
Vanilla penicillata är en orkidéart som beskrevs av Leslie Andrew Garay och Galfrid Clement Keyworth Dunsterville. Vanilla penicillata ingår i släktet Vanilla och familjen orkidéer. Inga underarter finns listade i Catalogue of Life.